# Ahora Repúblicas
Ahora Repúblicas (en catalán: Ara Repúbliques, en euskera: Orain Errepublikak, en gallego: Agora Repúblicas, en asturiano: Agora Repúbliques, en aragonés: Agora Republicas) es una coalición electoral formada para concurrir a las elecciones al Parlamento Europeo de 2019 y de 2024 en España. Es sucesora de La Izquierda por el Derecho a Decidir y Los Pueblos Deciden. En la actualidad la integran Esquerra Republicana de Catalunya, Euskal Herria Bildu, Bloque Nacionalista Galego y Ara Més.

## Elecciones al Parlamento Europeo de 2019
Ahora Repúblicas se anunció inicialmente como una coalición formada por ERC, EH Bildu y BNG, mostrándose desde un comienzo abierta a otras «formaciones soberanistas, republicanas y progresistas». Los partidos que decidieron sumarse a la coalición fueron los canarios Alternativa Nacionalista Canaria y Unidad del Pueblo —bajo la denominación común de Ahora Canarias —; el asturiano Andecha Astur; y el aragonés Puyalón. De este modo, la coalición Ahora Repúblicas estuvo constituida por los partidos políticos que se señalan en la siguiente tabla, presentándose con sus propias siglas según su ámbito de implantación conforme consta en documentación oficial registrada ante la Junta Electoral Central.
| Partido o federación | Partido o federación              | Ámbito                                         |
| -------------------- | --------------------------------- | ---------------------------------------------- |
|                      | Esquerra Republicana de Catalunya | Cataluña, Comunidad Valenciana, Islas Baleares |
|                      | Euskal Herria Bildu               | País Vasco, Navarra                            |
|                      | Bloque Nacionalista Galego        | Galicia                                        |
|                      | Andecha Astur                     | Asturias                                       |
|                      | Puyalón                           | Aragón                                         |
|                      | Unidad del Pueblo                 | Canarias                                       |
|                      | Alternativa Nacionalista Canaria  | Canarias                                       |

### Candidatos

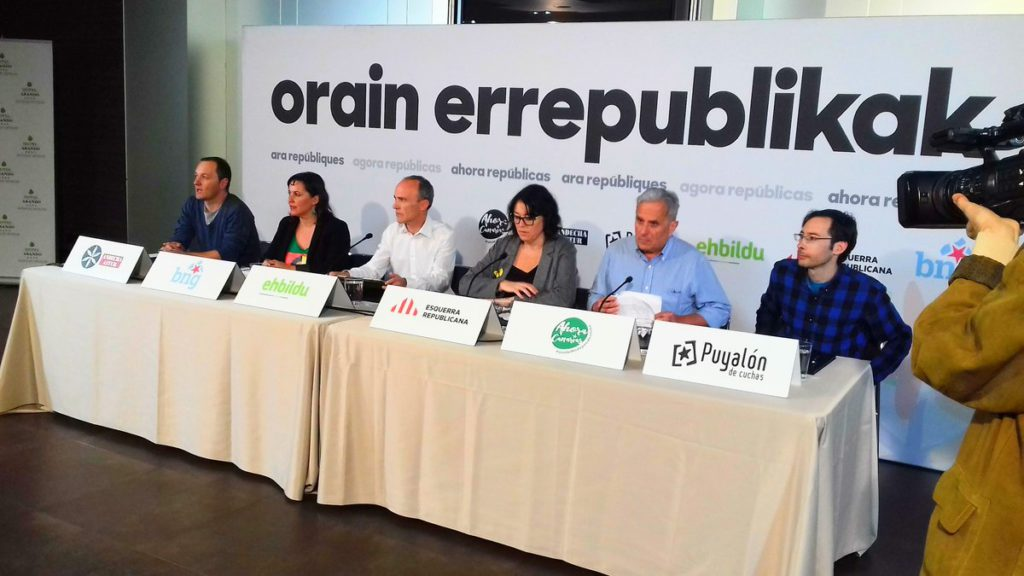
Presentación de la Candidatura Ahora Repúblicas en Bilbao para las elecciones al Parlamento Europeo de 2019

Ahora Repúblicas reservó los puestos uno, tres y cuatro de la lista a ERC. Su candidato principal fue Oriol Junqueras, en prisión por la celebración del referéndum de independencia de Cataluña de 2017; mientras que el segundo puesto lo ocupaba el representante de EH Bildu, Pernando Barrena; el tercer puesto fue para Diana Riba, portavoz de la Asociación Catalana por los Derechos Civiles y mujer de Raül Romeva, también encarcelado; el cuarto, para Jordi Solé; y el quinto, para Ana Miranda, del BNG, quien ya formó parte del Parlamento Europeo anteriormente, al igual que Oriol Junqueras y Jordi Solé.

### Resultados electorales
En las elecciones al Parlamento Europeo de 2019, Ahora Repúblicas obtuvo un 5,58 % de los votos y 3 escaños.
| Territorio           | Votos     | %       | Posición |
| -------------------- | --------- | ------- | -------- |
| Andalucía            | 2846      | 0,07 %  | < 10.º   |
| Aragón               | 1805      | 0,27 %  | 9.º      |
| Asturias             | 1902      | 0,36 %  | 8.º      |
| Canarias             | 2460      | 0,27 %  | < 10.º   |
| Cantabria            | 631       | 0,20 %  | < 10.º   |
| Castilla-La Mancha   | 764       | 0,07 %  | < 10.º   |
| Castilla y León      | 1610      | 0,12 %  | < 10.º   |
| Cataluña             | 727 039   | 21,21 % | 3.º      |
| Ceuta                | 26        | 0,08 %  | < 10.º   |
| Comunidad Valenciana | 12 388    | 0,54 %  | 8.º      |
| Extremadura          | 344       | 0,06 %  | < 10.º   |
| Galicia              | 172 088   | 11,80 % | 3.º      |
| Islas Baleares       | 20 464    | 4,90 %  | 6.º      |
| La Rioja             | 329       | 0,20 %  | 9.º      |
| Madrid               | 5601      | 0,17 %  | < 10.º   |
| Melilla              | 12        | 0,04 %  | < 10.º   |
| Murcia               | 487       | 0,08 %  | < 10.º   |
| Navarra              | 54 406    | 16,00 % | 3.º      |
| País Vasco           | 246 937   | 22,01 % | 2.º      |
| España               | 1 252 139 | 5,58 %  | 6.º      |

Los diputados electos en la novena legislatura del Parlamento Europeo por esta coalición fueron los siguientes:
1. Oriol Junqueras (Esquerra Republicana de Catalunya)
2. Pernando Barrena (Euskal Herria Bildu), sustituido por Ana Miranda (Bloque Nacionalista Galego) en octubre de 2022.
3. Diana Riba (independiente vinculada a Esquerra Republicana de Catalunya)

## Elecciones al Parlamento Europeo de 2024
La coalición fue reeditada para las elecciones europeas de 2024, aunque en esta ocasión con un acuerdo entre ERC, EH Bildu, BNG y Ara Més.
| Partido o federación | Partido o federación              | Ámbito                         |
| -------------------- | --------------------------------- | ------------------------------ |
|                      | Esquerra Republicana de Catalunya | Cataluña, Comunidad Valenciana |
|                      | Euskal Herria Bildu               | País Vasco, Navarra            |
|                      | Bloque Nacionalista Galego        | Galicia                        |
|                      | Ara Més                           | Islas Baleares                 |

A pesar de no formar parte de la coalición, recibió el apoyo de las siguientes formaciones soberanistas de izquierdas: Andecha Astur (Asturias), Puyalón (Aragón), Ahora Canarias (Canarias), Anova (Galicia), Esquerra Valenciana (Comunidad Valenciana), Esquerra Unida i Alternativa y Comunistes de Catalunya (Cataluña). Asimismo Euskal Herria Bai (País Vasco francés) decidió no presentarse a estas elecciones, pero apoyó la coalición integrando a su candidato en la lista electoral. Izquierda Castellana en un comunicado compartido a través de su página web oficial y redes sociales, realizó un llamamiento a votar a la candidatura del BNG encabezada por Ana Miranda, integrada en Ahora Repúblicas.

### Candidatos
La lista electoral estuvo encabezada por los siguientes candidatos:
| N.º | Nombre                | Partido político | Partido político                  |
| --- | --------------------- | ---------------- | --------------------------------- |
| 1   | Diana Riba            |                  | Independiente                     |
| 2   | Pernando Barrena      |                  | Euskal Herria Bildu               |
| 3   | Ana Miranda           |                  | Bloque Nacionalista Galego        |
| 4   | Tomàs Molina Bosch    |                  | Independiente                     |
| 5   | Oihana Etxebarrieta   |                  | Euskal Herria Bildu               |
| 6   | Bieito Lobeira        |                  | Bloque Nacionalista Galego        |
| 7   | Helle Kettner Hoeberg |                  | Esquerra Republicana de Catalunya |
| 8   | Oskar Matute          |                  | Euskal Herria Bildu               |

### Resultados electorales
En las elecciones al Parlamento Europeo de 2024, Ahora Repúblicas obtuvo un 4,91% de los votos y 3 escaños.
| Territorio           | Votos   | %      | Posición |
| -------------------- | ------- | ------ | -------- |
| Andalucía            | 2898    | 0,09%  | 17.º     |
| Aragón               | 1537    | 0,29%  | 11.º     |
| Asturias             | 1661    | 0,39%  | 10.º     |
| Canarias             | 1783    | 0,26%  | 11.º     |
| Cantabria            | 820     | 0,32%  | 10.º     |
| Castilla-La Mancha   | 920     | 0,11%  | 12.º     |
| Castilla y León      | 2182    | 0,20%  | 13.º     |
| Cataluña             | 354 247 | 14,81% | 3.º      |
| Ceuta                | 21      | 0,10%  | 13.º     |
| Comunidad Valenciana | 8457    | 0,43%  | 9.º      |
| Extremadura          | 408     | 0,09%  | 16.º     |
| Galicia              | 180 710 | 16,13% | 3.º      |
| Islas Baleares       | 16 457  | 5,17%  | 5.º      |
| La Rioja             | 450     | 0,36%  | 10.º     |
| Madrid               | 7485    | 0,26%  | 11.º     |
| Melilla              | 18      | 0,09%  | 10.º     |
| Murcia               | 516     | 0,09%  | 16.º     |
| Navarra              | 48 762  | 18,75% | 3.º      |
| País Vasco           | 227 973 | 26,24% | 1.º      |
| España               | 857 426 | 4,91%  | 4.º      |

Los diputados electos en la décima legislatura del Parlamento Europeo por esta coalición son los siguientes:
| Nombre           | Partido o federación | Partido o federación                                         | Grupo | Grupo                |
| ---------------- | -------------------- | ------------------------------------------------------------ | ----- | -------------------- |
| Diana Riba       |                      | Independiente, vinculada a Esquerra Republicana de Catalunya |       | Los Verdes/ALE       |
| Ana Miranda      |                      | Bloque Nacionalista Galego                                   |       | Los Verdes/ALE       |
| Pernando Barrena |                      | Euskal Herria Bildu                                          |       | La Izquierda-GUE/NGL |